# Чикимула (департамент)
Чикимула (на испански: Chiquimula) е един от 22-та департамента на Гватемала. Столицата на департамента е едноименния град Чикимула. Населението на депертамента е 415 900 жители (по изчисления от юни 2016 г.).

## Общини
Департамент Чикимула е разделен на 11 общини някои от които са:
1. Ескипулас
2. Камотан
3. Консепсион Лас Минас
4. Сан Хосе Ла Арада
5. Сан Хуан Ермита
6. Чикимула